# Bévantolol
Le bévantolol est une molécule anciennement candidate comme traitement contre l'angine de poitrine et l'hypertension qui agissait à la fois comme bêta-bloquant et inhibiteur calcique,. Il a été découvert et développé par Warner-Lambert (aujourd'hui racheté par Pfizer). Mais en janvier 1989 la société a annoncé qu'elle avait retiré sa demande d'autorisation de mise sur le marché, le président de la société ayant déclaré : « Qui a besoin du 30e bêta-bloquant ? ». Il n'était toujours pas commercialisé en 2016 et les auteurs d'un rapport Cochrane n'ont pu trouver aucune monographie du bévantolol.